# Cantó de Lo Baucet
El cantó de Lo Baucet és un cantó francès del departament de la Var, situat al districte de Toló. Té sis municipis i el cap és Lo Baucet.

## Municipis
- Lo Baucet
- La Cadiera de Provença
- Lo Castelet
- Ribòus
- Sant Ceri de Mar
- Sinha

## Història
| Data d'elecció                           | Identitat                | Partit                    | Qualitat |
| ---------------------------------------- | ------------------------ | ------------------------- | -------- |
| 1964-1976                                | Gabriel Polge de Combret | RI                        |          |
| 1976-1982                                | Auguste Amic             | PS, després Divers gauche |          |
| 1982-1998                                | Gabriel Polge de Combret | UDF                       |          |
| 1998-                                    | Josette Pons             | UDF, després UMP          |          |
| les dades anteriors no són pas conegudes |                          |                           |          |
|                                          |                          |                           |          |

| 1962  | 1968   | 1975   | 1982   | 1990   | 1999   | 2006   |
| ----- | ------ | ------ | ------ | ------ | ------ | ------ |
| 8.665 | 10.337 | 12.752 | 16.838 | 21.726 | 26.726 | 32.423 |